# Gilles Biron
Gilles Biron (Schœlcher, 13 april 1995) is een Martinique/Frans atleet, gespecialiseerd in de 400 m. Biron heeft met de 4 × 400 m estafette verschillende kampioenschapsmedailles gewonnen. Veder nam Biron deel aan de Olympische Zomerspelen 2020.